# クリーブランド郡 (オクラホマ州)
クリーブランド郡（英: Cleveland County）は、アメリカ合衆国オクラホマ州の郡である。人口は29万5528人（2020年）。郡庁所在地は州第3の都市ノーマンである。クリーブランド郡は、オクラホマシティ都市圏に属している。

## 歴史
クリーブランド郡となった地域には元々クアポー族インディアンが住んでいたが、1803年のルイジアナ買収後の1818年にクアポー族はアメリカ合衆国政府にその土地を譲渡した。1820年代後半から1830年代、クリーク族とセミノール族がアメリカ合衆国南東部からの移住を強いられ、この地域を含む領域が与えられた。2部族の間の協定によって、西側がクリーク族領土となり、この地域はセミノール族の領土の一部となった。
1866年、この2部族は南北戦争中にアメリカ連合国に味方していたために、連邦政府に土地を取り上げられた。この地域は暫く割り付けられない土地となり、1889年4月22日に白人開拓者に解放された。
1890年の構成法が成立した後、クリーブランド郡は第3郡として組織化され、ノーマンが郡庁所在地になった。短期間はリトルリバー郡と呼ばれたが、1890年の住民投票で、1889年まで大統領を務めていたグロバー・クリーブランドに因んで名付けられた。他の郡名候補としてリンカーンがあった。

## 地理
アメリカ合衆国国勢調査局に拠れば、郡域全面積は558平方マイル (1,445.2 km2)であり、このうち陸地536平方マイル (1,388.2 km2)、水域は22平方マイル (57.0 km2)で水域率は3.98%である。
郡内には面積5,349エーカー (21.65 km2) のサンダーバード湖があり、1962年から1965年のダム建設で造られた。
郡内にカナディアン川の支流であるリトル川の水源がある。全長90マイル (140 km) のカナディアン川が郡南側境界を構成している。

## インフラ

### 図書館
パイオニア図書館システムがマクレーン郡、ポタワトミー郡およびクリーブランド郡にある9都市の図書館支所を運営している。

### 主要高規格道路
- 州間高速道路35号線
- 州間高速道路44号線
- アメリカ国道62号線
- アメリカ国道77号線
- オクラホマ州道9号線
- オクラホマ州道37号線
- オクラホマ州道39号線
- オクラホマ州道77H号線

### 隣接する郡
- オクラホマ郡 - 北
- ポタワトミー郡 - 東
- マクレーン郡 - 南、西
- カナディアン郡 - 北西

## 人口動態

人口ピラミッド

以下は2000年国勢調査による人口統計データである。
| 基礎データ - 人口: 208,016人 - 世帯数: 79,186 世帯 - 家族数: 53,846 家族 - 人口密度: 150人/km2（338人/mi2） - 住居数: 84,844軒 - 住居密度: 61軒/km2（158軒/mi2） 人種別人口構成 - 白人: 83.60% - アフリカン・アメリカン: 3.56% - ネイティブ・アメリカン: 4.40% - アジア人: 2.84% - 太平洋諸島系: 0.05% - その他の人種: 1.38% - 混血: 4.16% - ヒスパニック・ラテン系: 4.04% 年齢別人口構成 - 18歳未満: 24.5% - 18-24歳: 14.7% - 25-44歳: 30.7% - 45-64歳: 21.7% - 65歳以上: 8.4% - 年齢の中央値: 32歳 - 性比（女性100人あたり男性の人口） - 総人口: 100.8 - 18歳以上: 99.5 | 世帯と家族（対世帯数） - 18歳未満の子供がいる: 33.6% - 結婚・同居している夫婦: 54.4% - 未婚・離婚・死別女性が世帯主: 10.0% - 非家族世帯: 32.0% - 単身世帯: 24.4% - 65歳以上の老人1人暮らし: 5.8% - 平均構成人数 - 世帯: 2.51人 - 家族: 3.02人 収入と家計 - 収入の中央値 - 世帯: 41,846米ドル - 家族: 51,257米ドル - 性別 - 男性: 35,674米ドル - 女性: 26,015米ドル - 人口1人あたり収入: 20,114米ドル - 貧困線以下 - 対人口: 10.6% - 対家族数: 6.4% - 18歳未満: 10.2% - 65歳以上: 5.6% |

## 都市と町
- ノーマン - 郡庁所在地
- ムーア
- スロータービル
- エトワー
- ホールパーク
- レキシントン
- ノーブル
- ネワラ
- オクラホマシティ †

- † オクラホマシティはオクラホマ郡にあるが、小部分がクリーブランド郡内に入っている